# 포르투모니스

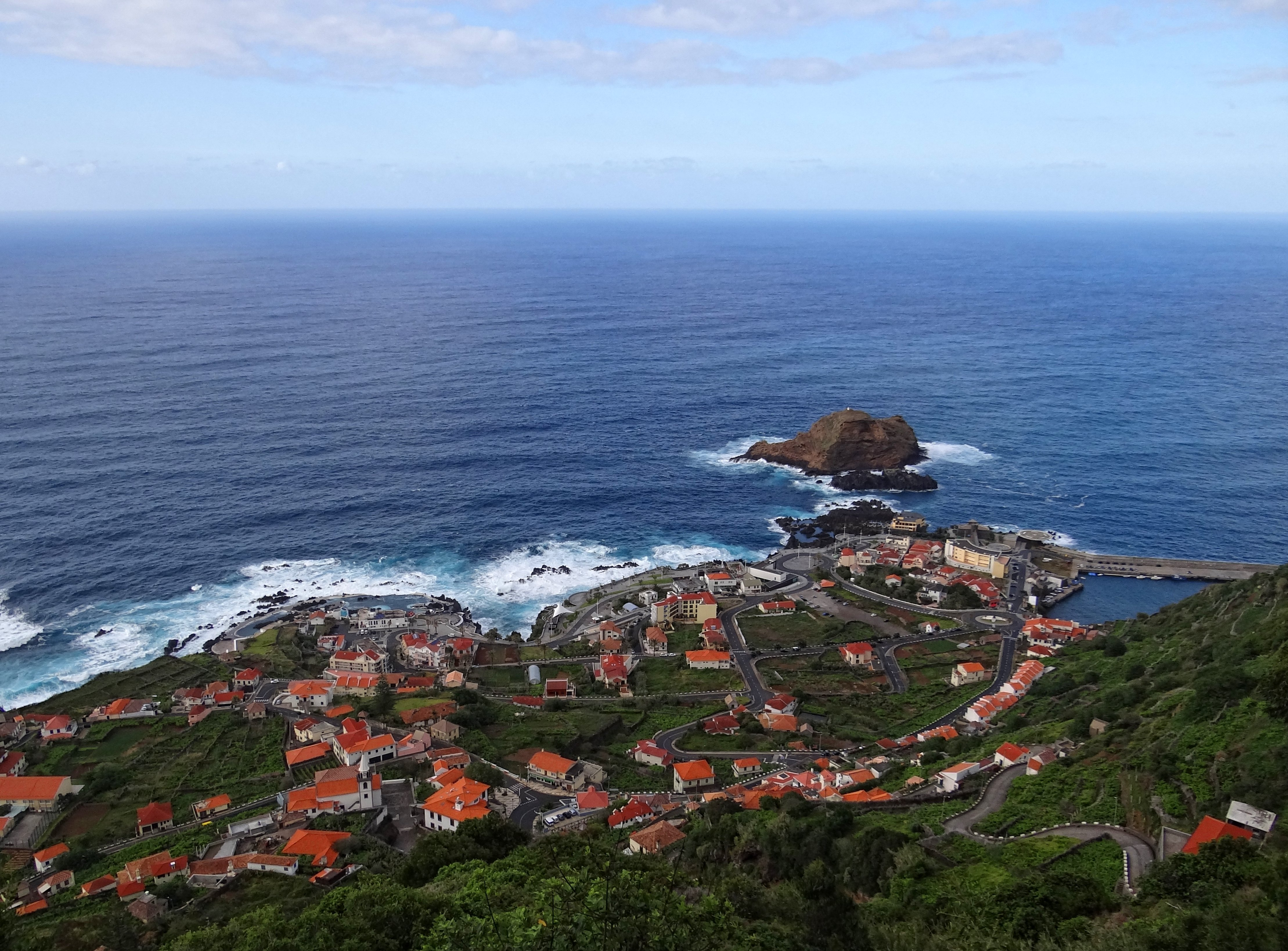
포르투모니스

포르투모니스(포르투갈어: Porto Moniz)는 포르투갈 마데이라 제도의 섬 중 하나인 마데이라섬 북서부에 위치한 도시이다. 면적은 82.93km2, 인구는 2011년 기준으로 2,711명이다. 동쪽으로는 산타나, 마시쿠, 남동쪽으로는 푼샬과 접한다.